# Mdina

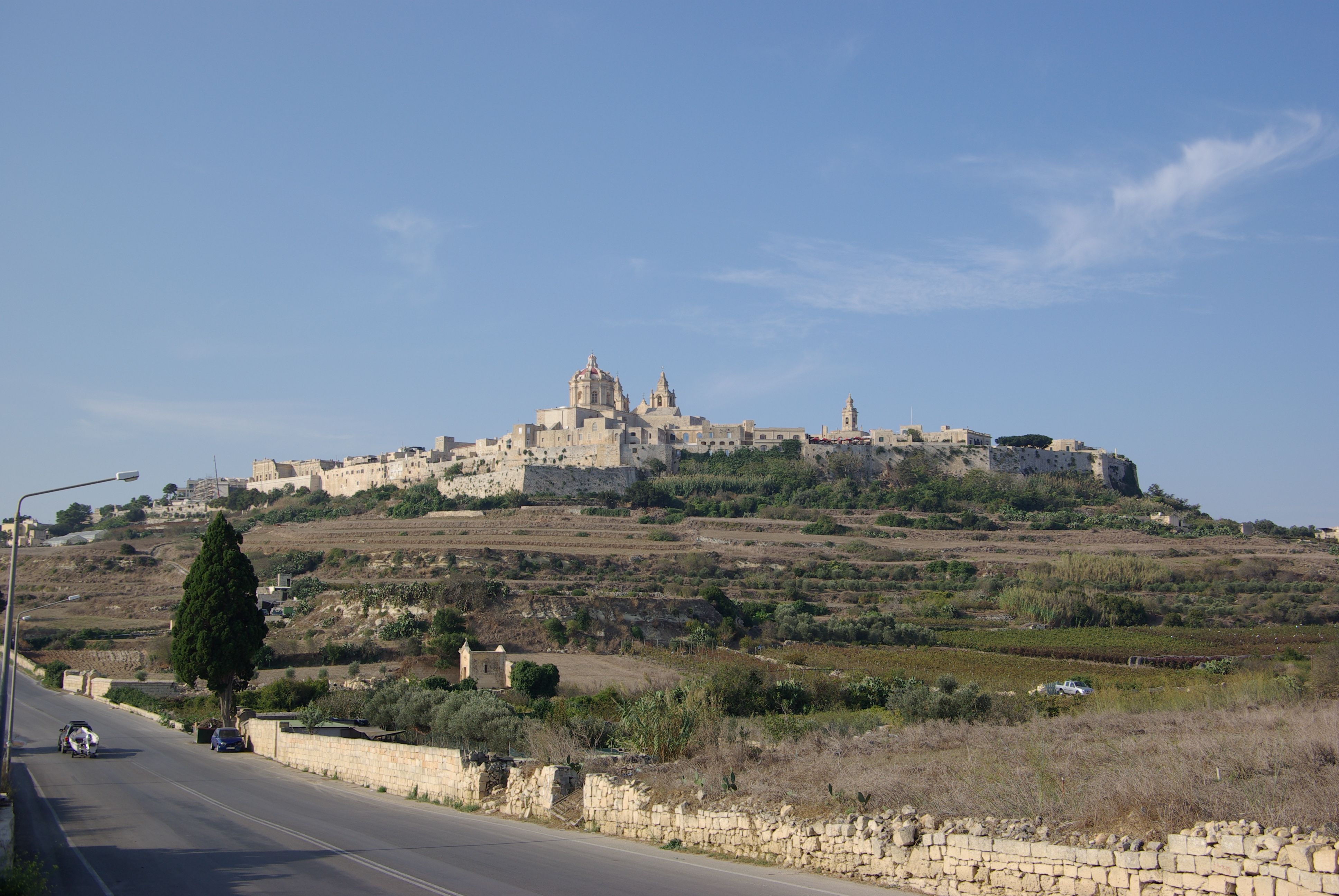
Vista de Mdina.

Mdina (maltês: L-Imdina [lɪmˈdɪnɐ]; Fenício: 𐤌𐤋𐤈, Maleṭ, grego antigo: Μελίττη Melíttη, árabe: مدينة Madinah, italiano: Medina), também conhecida por seus títulos Città Vecchia ou Città Notabile, é uma cidade fortificada na região norte de Malta, que serviu como capital da ilha desde a antiguidade até o período medieval. 

## Características
A cidade ainda está confinada dentro de suas muralhas, com área de cerca de 2.500 m², e tem uma população de pouco menos de 300, mas é contígua à cidade de Rabat, que leva seu nome da palavra árabe para subúrbio, e tem uma população de mais de 11.000 (em março 2014).
(2005). Tem belos palácios e edifícios religiosos que datam do século XV, alguns ocupados atualmente por famílias aristrocratas.

## Geografia
- Altitude: 124 metros.
- Latitude: 35º 53' 12" N
- Longitude: 014º 24' 09" E